# Haillicourt
Haillicourt is een gemeente in het Franse departement Pas-de-Calais (regio Hauts-de-France). De plaats maakt deel uit van het arrondissement Béthune. Haillicourt telde op 1 januari 2022 4.974 inwoners.
In Haillicourt bevonden zich verschillende kolenmijnen. Hiervan getuigen nog de terrils en verschillende gebouwen.

## Geografie
De oppervlakte van Haillicourt bedroeg op 1 januari 2022 4,46 vierkante kilometer; de bevolkingsdichtheid was toen 1.115,2 inwoners per km².

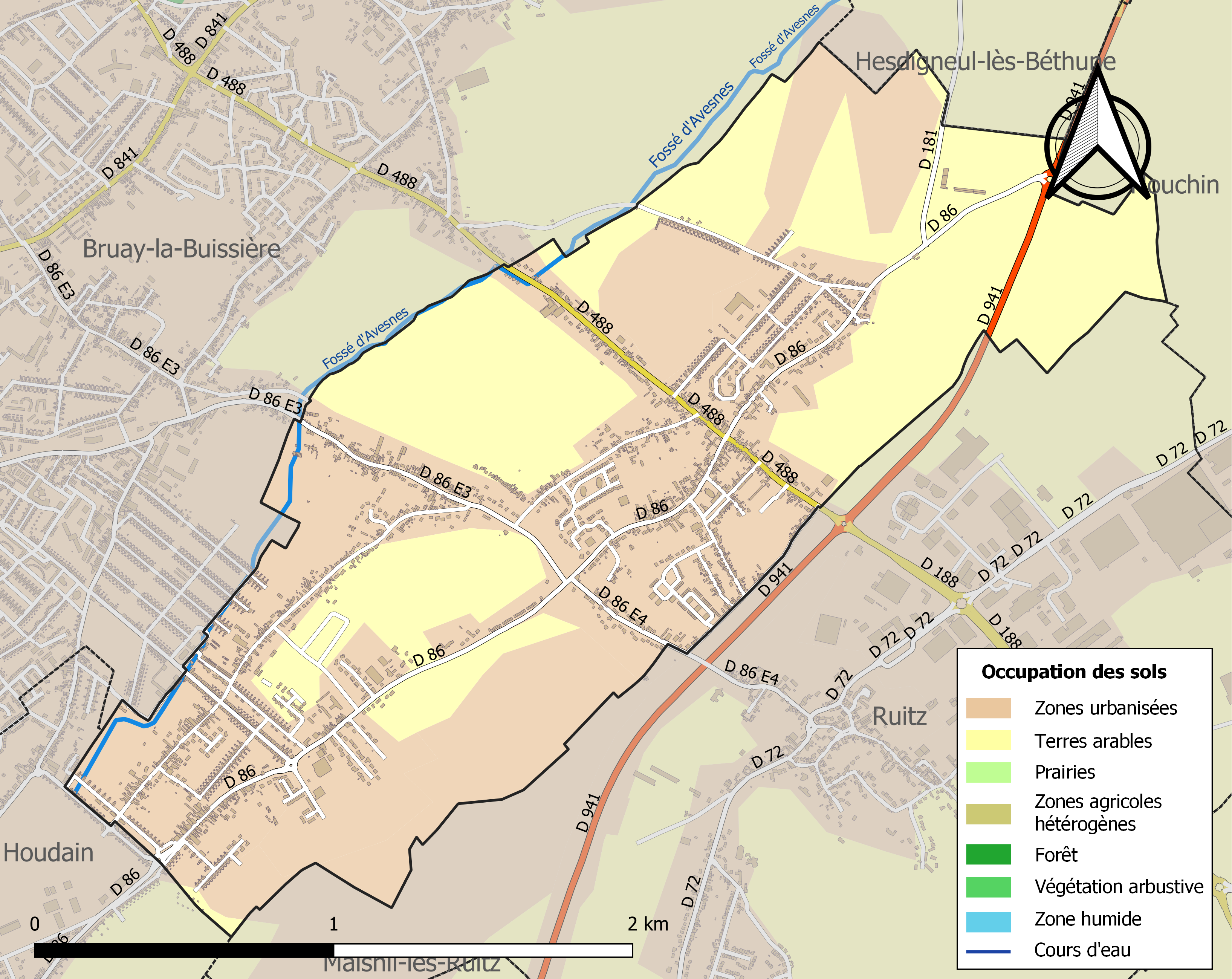
Kaart van de gemeente met belangrijkste infrastructuur, bodemgebruik en omliggende gemeenten

## Demografie
Onderstaande figuur toont het verloop van het inwonertal (bron: INSEE-tellingen).